# Spirostreptus ponderosus
Spirostreptus ponderosus är en mångfotingart som beskrevs av Karsch 1881. Spirostreptus ponderosus ingår i släktet Spirostreptus och familjen Spirostreptidae. Inga underarter finns listade i Catalogue of Life.